# نهر فودلا (روسيا)
نهر فودلا (بالروسية: Водла) هو نهر يقع في الجنوب الغربي لجمهورية كاريليا في روسيا. ينبع النهر من بحيرة فودلوزيرو ويصب في بحيرة أونيغا. يبلغ طول هذا النهر 149 كم ومساحة حوضه 13700 كم2.